# جان اس. ولز
جان اس. ولز (به انگلیسی: John S. Wells) سناتور سابق عضو حزب دموکرات ایالات متحده آمریکا بود. وی در سال ۱۸۵۵ میلادی سناتور ایالت نیوهمپشایر در سنای ایالات متحده آمریکا بود.